# جيمس رايت (مخترع)
جيمس رايت (بالإنجليزية: James Wright)‏ هو مهندس ومخترِع أمريكي، ولد في 25 مارس 1874، وتوفي في 20 أغسطس 1961.